# Stewart Brand
Stewart Brand (Rockford (Illinois), 14 de dezembro de 1938) é um escritor estadunidense mais conhecido por sua obra Whole Earth Catalog.
É autor de vários livros, sendo o mais recente deles, Whole Earth Discipline: An Ecopragmatist Manifesto.

## Trabalhos
- The Whole Earth Catalog in 1968
- CoEvolution Quarterly in 1974
- The Whole Earth Software Catalog and Review in 1984
- Whole Earth Review in 1985
- Point Foundation
- Global Business Network (co-founder)
- The WELL in 1985, with Larry Brilliant
- The Hackers Conference in 1984
- Long Now Foundation in 1996, with computer scientist Danny Hillis— one of the Foundation's projects is to build a 10,000 year clock, the Clock of the Long Now
- New Games Tournament (was involved initially, but left the project)

## Publicações

### Livros
- II Cybernetic Frontiers, 1974, ISBN 0-394-49283-8 (hardcover), ISBN 0-394-70689-7 (paperback)
- The Media Lab: Inventing the Future at MIT, 1987, ISBN 0-670-81442-3 (hardcover); 1988, ISBN 0-14-009701-5 (paperback)
- How Buildings Learn: What Happens After They're Built, 1994. ISBN 0-670-83515-3
- The Clock of the Long Now: Time and Responsibility, 1999. ISBN 0-465-04512-X
- Whole Earth Discipline: An Ecopragmatist Manifesto, Viking Adult, 2009. ISBN 0670021210

### Como editor ou co-editor
- The Whole Earth Catalog, 1968-72 (original editor, winner of the National Book Award, 1972)
- Last Whole Earth Catalog: Access to Tools, 1971
- Whole Earth Epilog: Access to Tools, 1974, ISBN 0-14-003950-3
- The (Updated) Last Whole Earth Catalog: Access to Tools, 16th edition, 1975, ISBN 0-14-003544-3
- Space Colonies, Whole Earth Catalog, 1977, ISBN 0-14-004805-7
- As co-editor with J. Baldwin: Soft-Tech, 1978, ISBN 0-14-004806-5
- The Next Whole Earth Catalog: Access to Tools, 1980, ISBN 0-394-73951-5;
- The Next Whole Earth Catalog: Access to Tools, revised 2nd edition, 1981, ISBN 0-394-70776-1
- As editor-in chief: Whole Earth Software Catalog, 1984, ISBN 0-385-19166-9
- As editor-in-chief: Whole Earth Software Catalog for 1986, "2.0 edition" of above title, 1985, ISBN 0-385-23301-9
- As co-editor with Art Kleiner: News That Stayed News, 1974-1984: Ten Years of CoEvolution Quarterly, 1986, ISBN 0-86547-201-7 (hardcover), ISBN 0-86547-202-5 (paperback)
- Introduction by Brand: The Essential Whole Earth Catalog: Access to Tools and Ideas (Introduction by Brand), 1986, ISBN 0-385-23641-7
- Foreword by Brand: Signal: Communication Tools for the Information Age, editor: Kevin Kelly, 1988, ISBN 0-517-57084-X
- Foreword by Brand: The Fringes of Reason: A Whole Earth Catalog, editor: Ted Schultz, 1989, ISBN 0-517-57165-X
- Foreword by Brand: Whole Earth Ecolog: The Best of Environmental Tools & Ideas, editor: J. Baldwin, 1990, ISBN 0-517-57658-9

### Artigos
- Spacewar: Fanatic Life and Symbolic Death Among the Computer Bums. Rolling Stone Magazine, December 7, 1972.
- We Owe it All to the Hippies. Time Magazine (Special Issue), Spring 1995, vol. 145, no. 12.

## Literatura
- Binkley, Sam. Getting Loose: Lifestyle Consumption in the 1970s. Durham: Duke University Press, 2007.
- Brokaw, Tom. “Stewart Brand.” BOOM! Voices of the Sixties. New York: Random House, 2007.
- Kirk, Andrew G.  Counterculture Green: The Whole Earth Catalog and American Environmentalism. Lawrence: Univ. of Kansas Press, 2007.
- Markoff, John. What the Dormouse Said: How the Sixties Counterculture Shaped the Personal Computer Industry. New York: Penguin, 2005.

- Turner, Fred From Counterculture to Cyberculture: Stewart Brand, the Whole Earth Network, and the Rise of Digital Utopianism. [S.l.]: University of Chicago Press. 2006. ISBN 0-226-81741-5